# Albatros D.VII
Albatros D.VII là một mẫu thử máy bay tiêm kích hai tầng cánh của Đức vào năm 1917.